# Beth Riesgraf
Beth Jean Riesgraf (24 augustus 1978) is een Amerikaanse actrice.
Zij was getrouwd met de acteur Jason Lee, met wie zij een zoon heeft, die Pilot Inspektor heet. Riesgraf trad op met Lee toen zij een gastrol had in zijn productie My Name is Earl in 2005 en in 2007 als Natalie Duckworth en in Alvin and The Chipmunks, als de moeder in een supermarkt.
Riesgraf is vooral bekend door haar rol als 'Parker' in de avonturenserie Leverage, waarvan vijf seizoenen werden opgenomen van 2008 tot 2012.

## Filmografie
Films
| Jaar | Film                         | Rol                  | Bijz. |
| ---- | ---------------------------- | -------------------- | ----- |
| 2000 | The Summer of My Deflowering |                      |       |
| 2002 | Scorcher                     | Krissy               |       |
| 2003 | I Love Your Work             | Beth Riesgraf        |       |
| 2007 | Alvin and the Chipmunks      | Moeder in supermarkt |       |
| 2008 | Struck                       | Amber                |       |
| 2009 | Nobody                       | Edie                 |       |

Televisie
| Jaar  | Film                    | Rol           | Bijz.                  |
| ----- | ----------------------- | ------------- | ---------------------- |
| 1999  | Undressed               | Loretta       |                        |
| 2001  | Spin City               | Een dienster  | (1 aflevering)         |
| 2005  | How I Met Your Mother   | Een meisje    | (1 aflevering)         |
| 2005  | The Stereo Sound Agency |               |                        |
| 2007  | Insatiable              |               |                        |
| 2007  | My Name Is Earl         | Natalie       | (2 afleveringen)       |
| 2007  | Big Shots               |               | (1 aflevering)         |
| 2007  | Without a Trace         | Kelly Schmidt | (1 aflevering)         |
| 2008- | Leverage                | Parker        | een van de hoofdrollen |

- Bibliothèque nationale de France: cb17070079v (data)
- Gemeinsame Normdatei: 1061734331
- International Standard Name Identifier: 0000 0000 7026 2576
- Library of Congress Control Number: no2009124624
- Virtual International Authority File: 96842184
- WorldCat: E39PBJrwPCrpHj4GGRqvRT6BT3